# 하동 쌍계사 대웅전
하동 쌍계사 대웅전(河東 雙磎寺 大雄殿)은 보물 제500호로, 조선 후기의 목조건물이다. 쌍계사 경내에 있는 건물로 크기와 형식은 정면 5칸, 측면 4칸의 단층 팔작지붕이며, 전체적으로 중앙에 비해 좌우 퇴간(退間)의 너비가 좁고, 기둥 사이의 넓이에 비해 기둥이 높아 산곡간(山谷間)의 형태를 보여준다.

## 개요
쌍계사는 통일신라 성덕왕 21년(722) 대비화상과 삼법화상이 세워 옥천사라 불렀다고 하며 정강왕(재위 886∼887)이 두 개의 계곡이 만나는 절 주변의 지형을 보고 쌍계사로 고쳤다고 한다. 임진왜란 때 절이 불에 탔던 것을 벽암대사가 인조 10년(1632) 다시 고쳐 세워 오늘에 이르고 있다.
절의 중심 법당으로 석가모니 불상을 모신 대웅전은 이 때에 다시 지은 건물로 짐작한다. 규모는 앞면 5칸·옆면 3칸이고 지붕은 옆면에서 볼 때 여덟 팔(八)자 모양을 한 팔작지붕이다. 지붕 처마를 받치기 위해 장식하여 짜은 구조가 기둥 위뿐만 아니라 기둥 사이에도 있다. 이를 다포 양식이라 하는데 밖으로 뻗쳐 나온 재료들의 형태가 비교적 우아한 곡선과 오래된 양식을 보이고 있다. 가운데 3칸에는 4짝의 여닫이문과 기둥 사이에 공포를 2개씩 놓고 있으며, 양쪽 끝 칸은 2짝씩 문을 달아 공포를 1개씩 놓았다. 건물 천장은 우물 정(井)자 모양으로 천장 안쪽을 가린 우물천장으로 꾸몄고 불단 위로 지붕 모형의 닫집을 화려하게 만들어 놓았다.
전체적으로 기둥이 높아 건물의 규모가 크게 느껴지는데 조선시대 불교 목조 건축의 형태를 잘 보존하고 있어 중요한 연구 자료가 되고 있다.

## 같이 보기
- 쌍계사
- 쌍계사 부도

## 참고 자료
- 하동 쌍계사 대웅전 - 국가유산청 국가유산포털